# 磁極
磁极可以指：
- 磁铁的两端
- 磁单极子，一个假想的基本粒子
- 天体磁场的特殊情况：
  - 地磁北极，实际是物理上的磁场南极
  - 地磁南极，实际是物理上的磁场北极